# Vensan Kompani
Vensan Žan Mpoa Kompani (fr. Vincent Jean Mpoy Kompany; Ukel, 10. april 1986) belgijski je fudbalski trener i bivši fudbaler. Trenutno je trener Bajern Minhena. Igrao je na poziciji štopera. 

## Karijera

### Anderleht
Kompani je karijeru počeo kao igrač Anderlehta. Za tri sezone provedene u klubu postigao je 5 golova i ostvario 73 nastupa. Osvajač je Belgijske zlatne lopte. U drugoj polovini sezone 2006/07 povređuje rame i odlazi na operaciju posle koje pauzira nekoliko meseci. Kompani je poslat na rehabilitaciju u Lion usled čega dolazi do pretpostavki o dolasku u Olimpik iz Liona.

### Hamburger SV
Dana 9. juna 2006. prelazi u Hamburger za 10 miliona € kao zamena za Danijel van Bujtena. U prvoj sezoni u klubu odigrao je 6 utakmica u Bundesligi pre povrede Ahilove tetive posle koje je morao da propusti ostatak sezone.

### Mančester Siti
Dana 22. avgusta 2008. za 6 miliona £ postaje član Mančester sitija. Nosi dres sa brojem 33. Debi je imao protiv Vest Hema, dok je prvi gol u dresu Sitija postigao protiv Vigan Atletika.

## Trofeji

### Kao igrač
Anderleht
- Prvenstvo Belgije (2) : 2003/04, 2005/06.

Hamburger
- Intertoto kup (1) : 2007.

Mančester siti
- Premijer liga (4) : 2011/12, 2013/14, 2017/18, 2018/19.
- FA kup (2) : 2010/11, 2018/19.
- Liga kup Engleske (4) : 2013/14, 2015/16, 2017/18, 2018/19.
- FA Komjuniti šild (2) : 2012, 2018.

### Kao trener
Bernli
- Čempionšip (1) : 2022/23.

Bajern Minhen
- Bundesliga (1) : 2024/25.
- Superkup Nemačke (1) : 2025.

## Spoljašnje veze
- Stanković, Dejan (6. 5. 2019). „Grom iz srca! Gol karijere Vensana Kompanija počistio i Brendana Rodžersa, Siti na korak od titule (VIDEO)”. mozzartsport.com. Архивирано из оригинала 06. 05. 2019. г. Приступљено 6. 5. 2019.
- Vensan Kompani na veb-sajtu  (jezik: engleski)
- Vensan Kompani na veb-sajtu  (jezik: engleski)
- Vensan Kompani na veb-sajtu UEFA (jezik: engleski)
- Vensan Kompani na veb-sajtu  (jezik: engleski)